# Straßenbahn Angers
Die Straßenbahn Angers (frz. Tramway d’Angers) ist ein Straßenbahnsystem in der französischen Stadt Angers. Die Inbetriebnahme der von Keolis Angers betriebenen ersten Linie A fand am 25. Juni 2011 statt. Die Straßenbahn ersetzt verschiedene Buslinien, andere wurden an die geänderten Verhältnisse angepasst. Nach einem im November 2006 abgeschlossenen Kaufvertrag lieferte die Firma Alstom das rollende Material. 
Im Frühjahr 2021 wurde eine neue Innenstadtstrecke eröffnet, welche die Linie A übernahm. Am 8. Juli 2023 folgten zwei neue Außenästen, auf welchen verknüpft mit der bis 2021 genutzten eingleisigen Innenstadtstrecke nun zwei weitere Linien verkehren: Sie erschließen gemeinsam den im Westen liegenden Campus Belle-Beille der Universität und führen weiter nach Monplaisir (Linie B) beziehungsweise verstärken den bestehenden Südast der Linie A nach Roseraie (Linie C).

## Geschichte

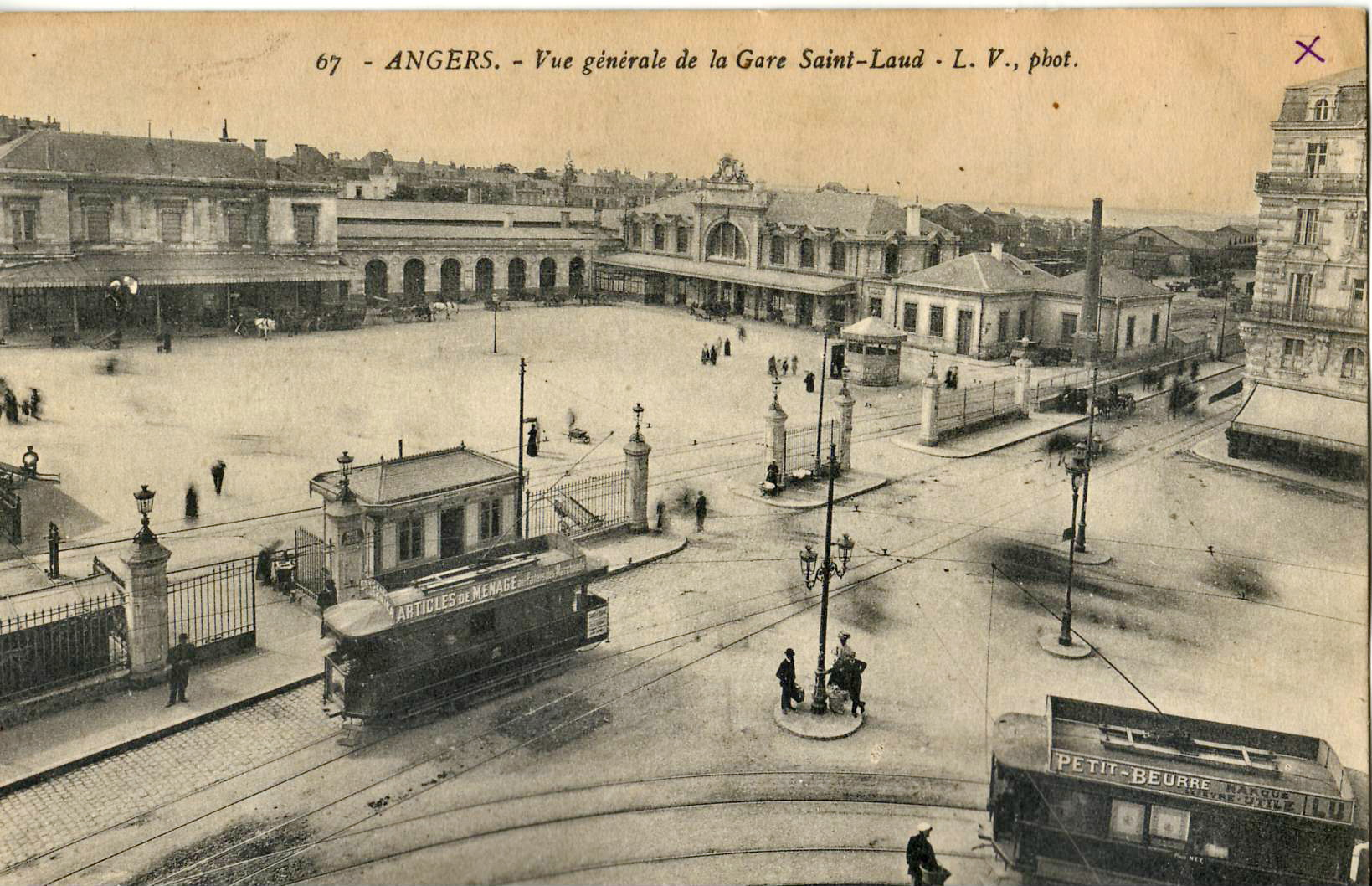
Straßenbahnen an der Haltestelle Gare Saint-Laud (Anfang 1900)

Angers besaß bereits vom Mai 1896 bis zum Mai 1949 ein umfangreiches Straßenbahnnetz  in der Spurweite von 1000 mm, das 1913 – bei einer Zahl von 84.000 Einwohnern – aus acht Linien bestand und von der „Compagnie des Tramways Electriques d’Angers“ betrieben wurde.
Am 21. Mai 1896 eröffnete man zwei je acht Kilometer lange Vorortbahnen in Nachbargemeinden, die nach Trélazé (Linie 7) und über Ponts-de-Cé nach Érigné (Linie 8) führten. Ausgangspunkt war die Place du Ralliement, wo auch der Schnittpunkt der Stadtlinien 1 bis 6 mit einer Gesamtlänge von 14 Kilometern lag. Die Stadtlinien hatten zwischen dem 23. August 1896 und dem Jahresanfang 1897 ihren Betrieb aufgenommen. Der Fahrzeugpark bestand 1910 aus 34 Trieb- und 15 Beiwagen.
Aber bald bemerkte man die Schwächen der Planung: Die Strecken waren zu kurz, um Fahrgäste im ausreichenden Maße anzulocken, andererseits war auf den wichtigsten Streckenabschnitten die Frequenz der Fahrten nicht ausreichend. Bis 1914 wurden einige Streckenabschnitte am Straßenrand neu errichtet; vorher fuhren die Straßenbahnwagen auf der Straßenfahrbahn. Eine ab 1912 geplante Verbesserung im Betriebsablauf konnte wegen des Ersten Weltkriegs nicht durchgeführt werden. Infolge einer Neuordnung des Liniennetzes blieben ab 1934 nur noch drei Stadtlinien und die beiden Vorortbahnen übrig. Auf den anderen Linien ersetzten Omnibusse nach und nach den Straßenbahnverkehr. Kurz vor Begin des Zweiten Weltkriegs wurden acht „Buire“ Triebwagen, von der Straßenbahn Tours, gekauft.
Nachdem das Streckennetz am Ende des Zweiten Weltkrieges im Jahr 1944 schwere Schäden erlitten hatte, begann der Niedergang des Straßenbahnverkehrs. Zuletzt gab es nur noch die beiden Strecken Angers–Érigné und Angers–Trélazé, von denen die erste am 28. Dezember 1948 und die zweite am 1. Mai 1949 stillgelegt wurde. Nach 1970 firmierte das Unternehmen als „Société des Transports Urbains d’Angers“.

## Zeitplan des Wiederaufbaus

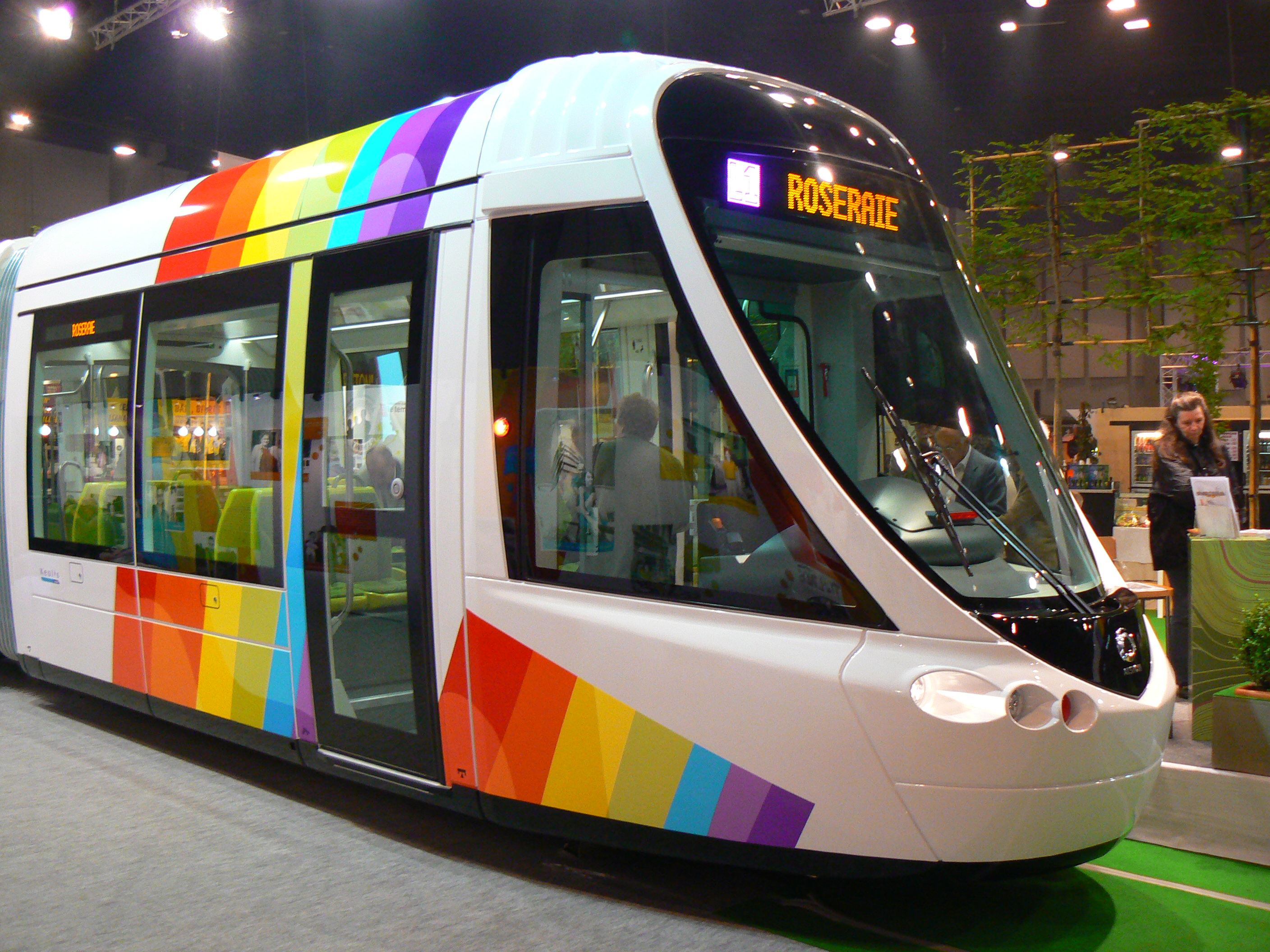
1:1-Modell der zukünftigen Straßenbahn auf der Industriemesse Angers 2007

Linie A bis Dezember 2020

Im Jahr 2001 wurde die „Mission Tramway“ gegründet. In den Jahren 2002 bis 2003 fanden Machbarkeitsstudien zum Bau einer Straßenbahn statt. Im Jahr 2004 wurde die Streckenführung festgelegt. Die „Déclaration d'utilité publique“ erfolgte im Jahr 2007, im selben Jahr begannen die archäologischen Ausgrabungen. Der ursprüngliche Zeitplan mit einer für die erste Jahreshälfte 2010 geplanten Inbetriebnahme der Linie A konnte nicht eingehalten werden. Es kam zu einer Verspätung von mehr als zwölf Monaten.
Die ersten Leitungsverlegungen begannen im Sommer 2007. Im Januar 2008 begann Alstom mit dem Bau des ersten Straßenbahnwagens für Angers. Die eigentlichen Bauarbeiten an der Straßenbahnstrecke begannen Anfang 2009. Der Betriebshof, der seit September 2007 in Bau war, konnte am 15. Dezember 2009 in Betrieb genommen werden. Im Dezember desselben Jahres kam der erste Wagen in Angers an. Erste Versuchsfahrten auf dem nördlichen Streckenabschnitt fanden ab dem Frühjahr 2010 statt. Im Oktober 2010 konnte die neugebaute Brücke Pont Confluences über die Maine eingeweiht werden. Neben der Straßenbahn dient sie auch dem Fußgänger- und Fahrradverkehr. Ab dem Frühjahr 2011 fanden die ersten fahrplanmäßigen Probefahrten ohne Fahrgäste statt. Die Inbetriebnahme der Linie A fand am 25. Juni 2011 statt.

## Linie A: Avrillé-Ardenne–Angers-Roseraie

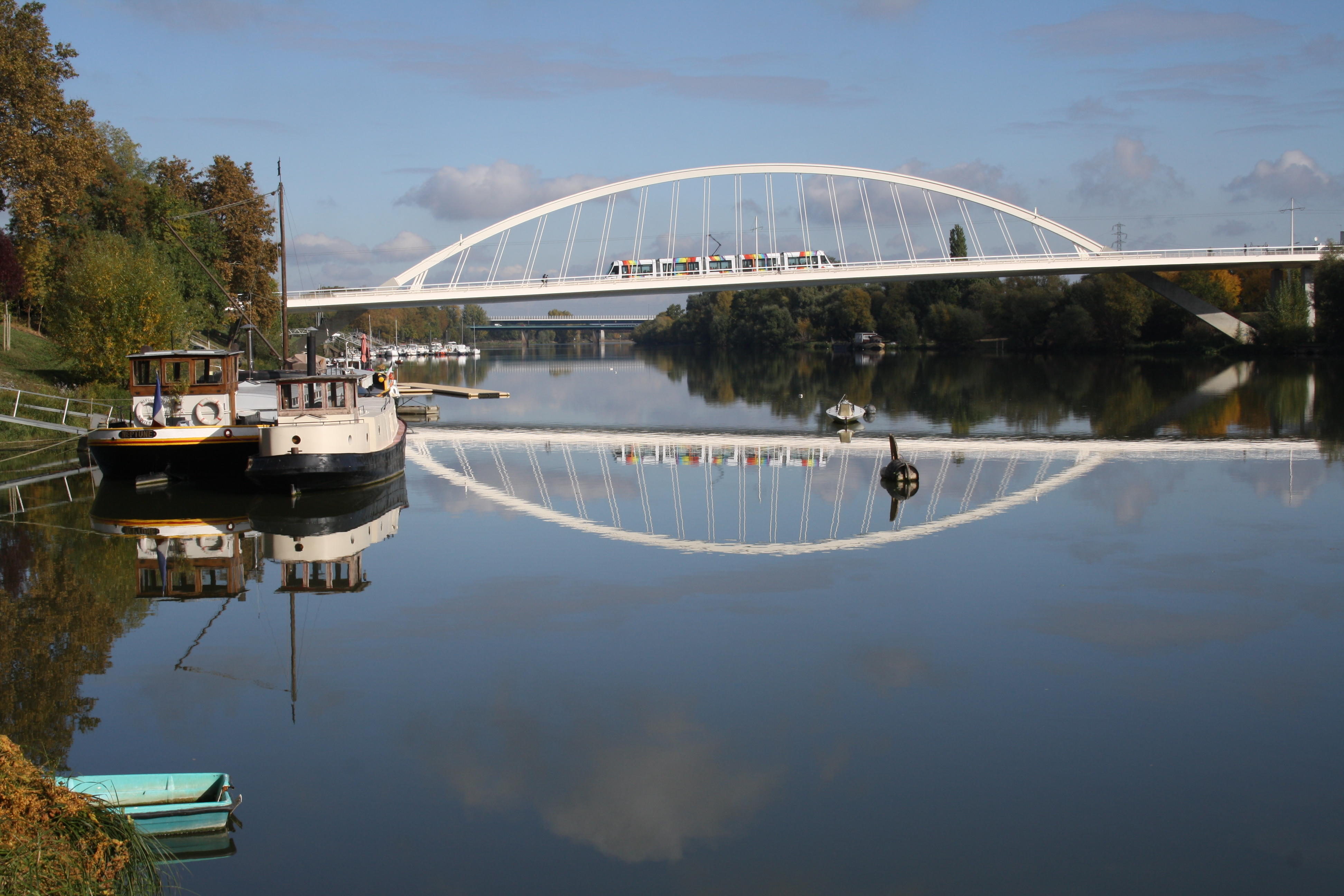
Pont Confluences

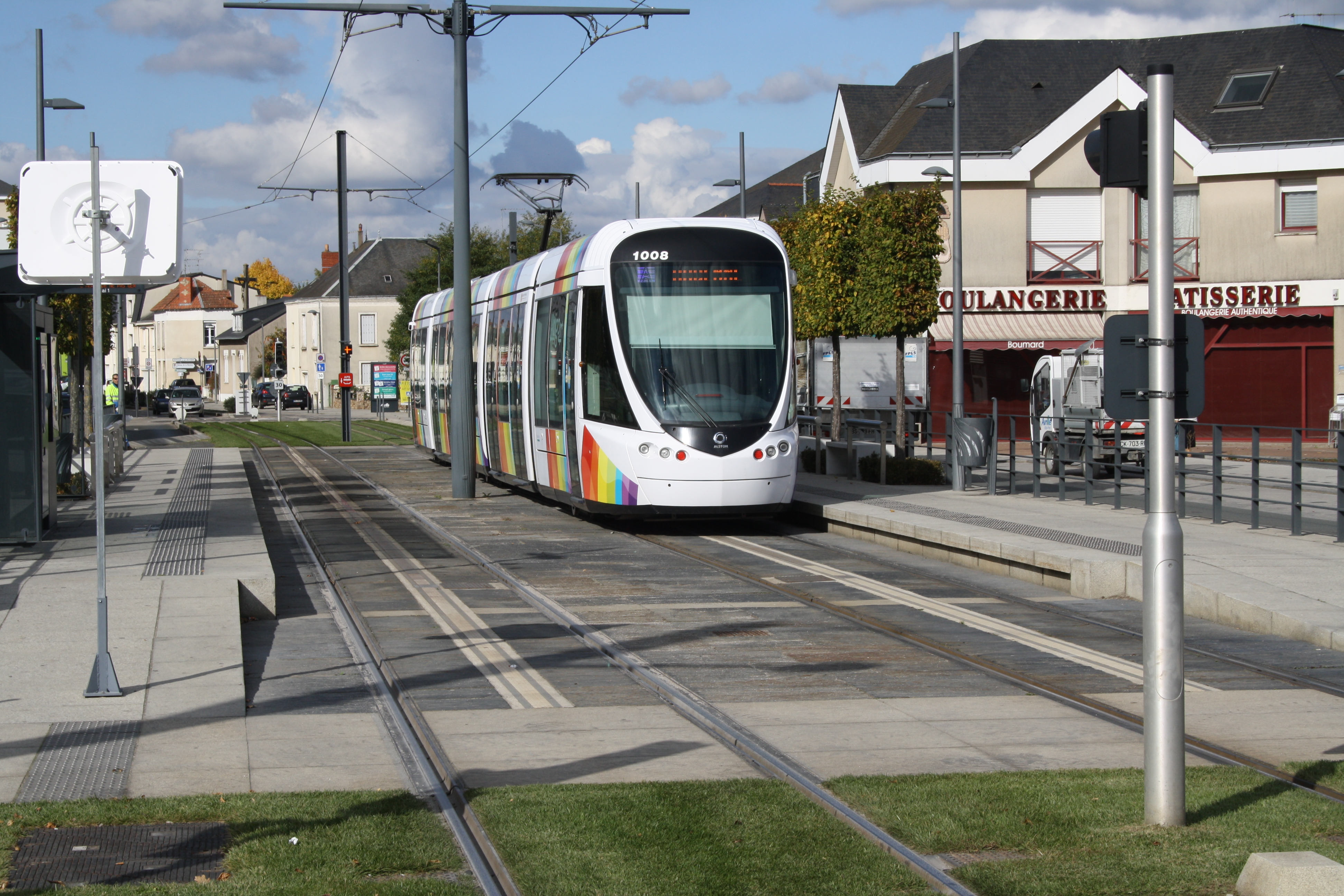
Systemwechselstelle in Avrillé (Haltestelle Arcias), der Dachstromabnehmer wird soeben eingezogen

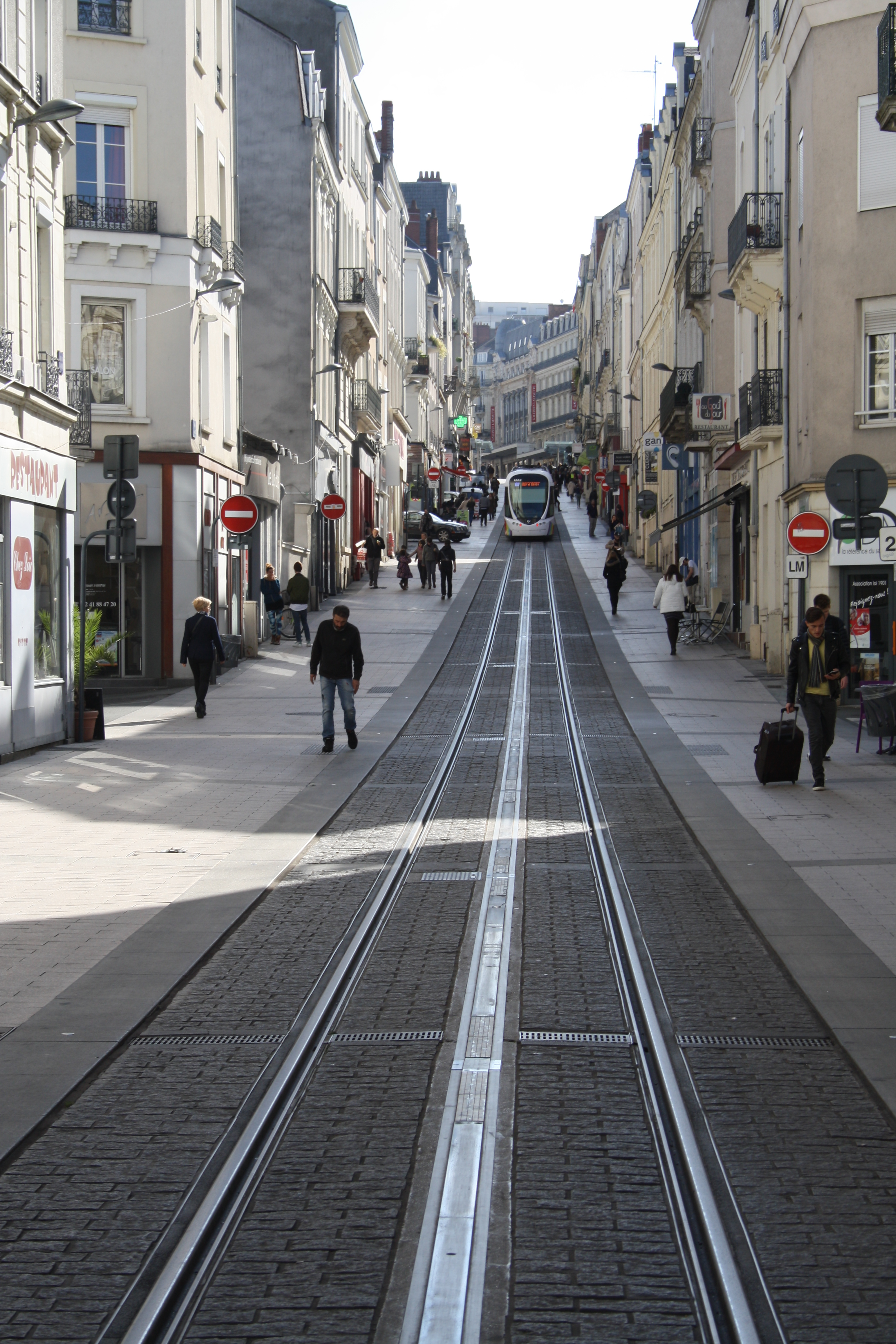
Eingleisiger Abschnitt mit APS-Stromschiene in der
Rue de la Roë

Die Linie A führt von Avrillé, der zweitgrößten Stadt der Agglomeration Angers, über das Zentrum von Angers zum Stadtteil La Roseraire im Süden von Angers.
Für den Bau wurden insgesamt ca. 200 Millionen Euro aufgewendet, davon 47 Millionen Euro für die Fahrzeuge. Die Bauarbeiten begannen im April 2007 mit der Entnahme von Bodenproben längs der zukünftigen Strecke.
Die Betriebszeiten sind täglich von 5.30 Uhr bis 0.30 Uhr. Auf einer Länge von 12 Kilometer entstanden 25 Haltestellen. Die Fahrtzeit zwischen den beiden Endstationen beträgt 39 Minuten. Zu den Hauptverkehrszeiten wird die Linie im 6-Minuten-Takt bedient.
Die Haltestellen haben in der Regel Seitenbahnsteige, lediglich drei Stationen weisen Mittelbahnsteige auf. Unweit der Haltestelle Terra Botanica nahe der Stadtgrenze zu Avrillé liegt der Betriebshof Raymond Perron.
Der eingleisige Streckenabschnitt in der abschüssigen Rue de la Roë, zwischen den Haltestellen Molière und Ralliement im Zentrum von Angers, wurde am 4. Januar 2021 vorübergehend stillgelegt. Seitdem befahren die Züge der Linie A zwischen den Haltestellen Foch – Maison bleue und Saint-Serge – Université eine neue Strecke längs der Boulevards Bessonneau und Carnot. Seit dem 8. Juli 2023 verkehrt die Linie C entlang der Rue de la Roë verkehren, bis dahin wurde die Place Molière am Fuß dieser Straße entsprechend umgebaut.

### Besonderheiten
- Im westlichen Teil der Strecke muss die Straßenbahn den Fluss Maine überqueren. Dazu wurde eine neue, 270 Meter lange Brücke (Pont confluances) gebaut, die neben der Straßenbahn von Fußgängern und Radfahrern benutzt werden kann. Zudem können Rettungsfahrzeuge im Noteinsatz auf ihr das Universitätsklinikum  erreichen.
- Wie in Bordeaux, Orléans, Reims und Tours erhält die Straßenbahn den Fahrstrom auf Abschnitten statt aus einer Oberleitung aus einer im Boden versenkten APS-Stromschiene. Es handelt sich um zwei Teilstrecken von je rund 750 Meter Länge in den Zentren von Angers und Avrillé. Die Systemwechselstellen befinden sich jeweils an Haltestellen, die Art der Stromzufuhr wird bei stehendem Fahrzeug geändert.

### Umgebung
- Auf dem ehemaligen Flugplatz von Avrillé befindet sich heute der Freizeit- & Naturpark „Terra Botanica“. Besucher können den Park über eine nahe gelegene Straßenbahnhaltestelle erreichen.
- Eine Haltestelle bedient auch das Universitätskrankenhaus CHU. Dieses ist mit 4500 Beschäftigten der größte Arbeitgeber im Département Maine-et-Loire. Täglich werden rund 3000 Besucher gezählt.
- Haltestelle am Bahnhof Angers-St. Laud mit zahlreichen TGV-Halten.

## Linie B: Technopole Campus Belle-Beille–Monplaisir
Diese Linie sollte das westlich von Angers gelegene Beaucouzé über die Universität im Stadtteil Belle-Beille und dem Stadtzentrum mit dem Ausstellungsgelände Parc des Expositions am nordöstlichen Stadtrand verbinden. Die ersten Planungen gingen von einer 16 km langen Strecke mit 32 Haltestellen aus. Die Kosten wurden auf rund 350 Millionen Euro geschätzt. Bei 63.000 Einwohnern, die in weniger als 400 m Abstand von der Strecke wohnen und 27.000 Arbeitsplätzen im gleichen Bereich wurden rund 40.000 Fahrgäste pro Tag auf dieser Strecke erwartet. Die Inbetriebnahme sollte noch vor dem Jahr 2020 erfolgen.
2016 wurde eine abgespeckte Version mit nur 9,9 km Länge vorgestellt. Sie sollte von Belle-Beille über den Bahnhof Angers-St. Laud bis Montplaisir führen und dabei im Straßenzug Rue du Haras – Boulevard du Maréchal Foch die vorhandenen Gleise der Linie A benutzen. Über die Maine wurde südwestlich der Innenstadt eine weitere Straßenbahnbrücke errichtet. Die Bauarbeiten begannen am 20. Februar 2017, am 8. Juli 2023 ging die neue Linie in Betrieb.

## Linie C: Technopole Campus Belle-Beille–Angers-Roseraie
Ebenfalls am 8. Juli 2023 wurde die Linie C eröffnet. Sie folgt von Technopole Campus Belle-Beille zunächst der Linie B und schwenkt an der umgebauten Haltestelle Molière in die Rue de la Roë in die bis 2021 von der Linie A genutzten Innenstadtstrecke ab. Am Ende der dortigen Steilstrecke mündet sie an der Station Foch Maison bleue in die Gleise der südlichen Linie A und verläuft mit jener bis zur gemeinsamen Endstelle Angers-Roseraie.

## Fahrzeuge

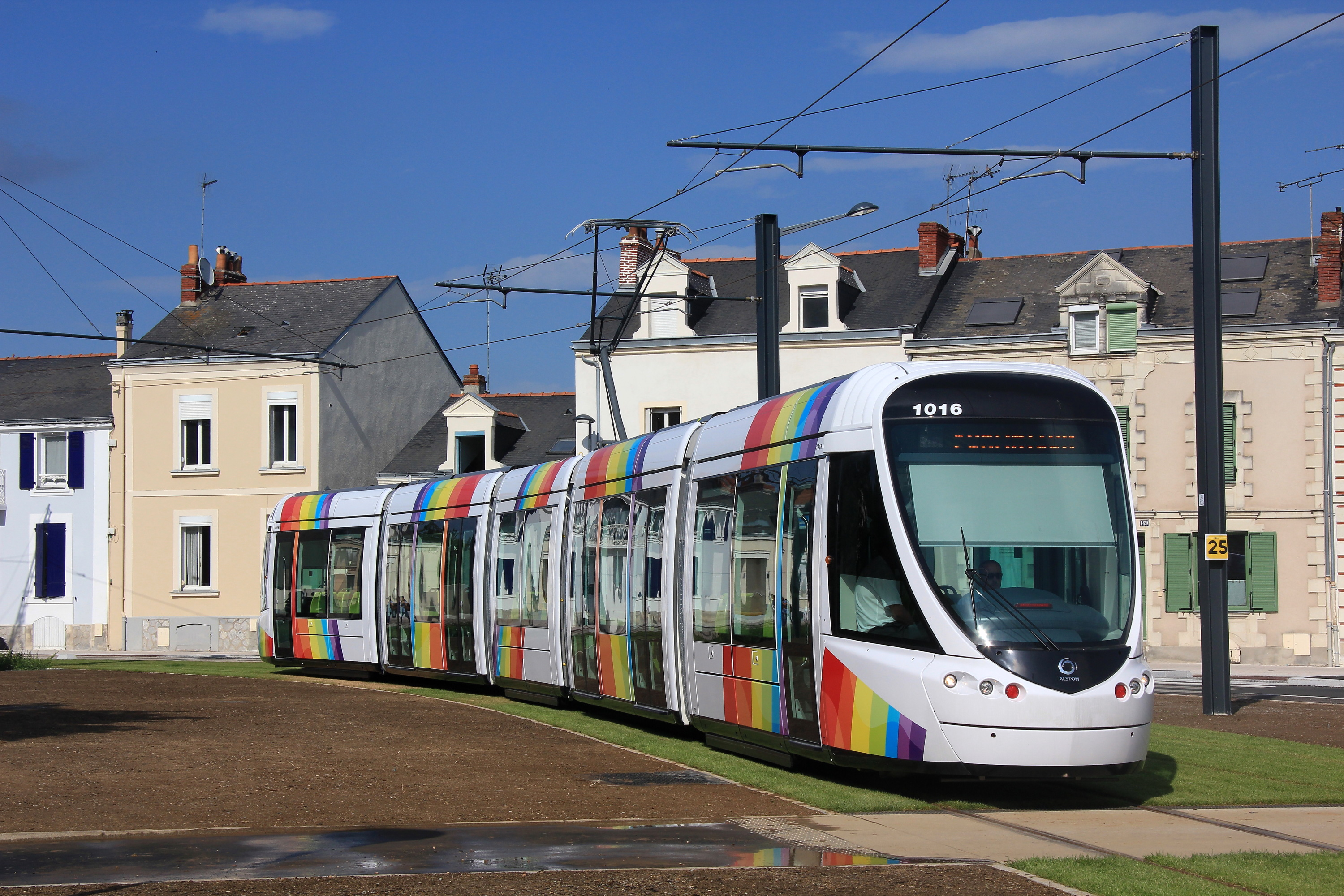
Alstom Citadis 302 in der Nähe des Boulevard Churchill

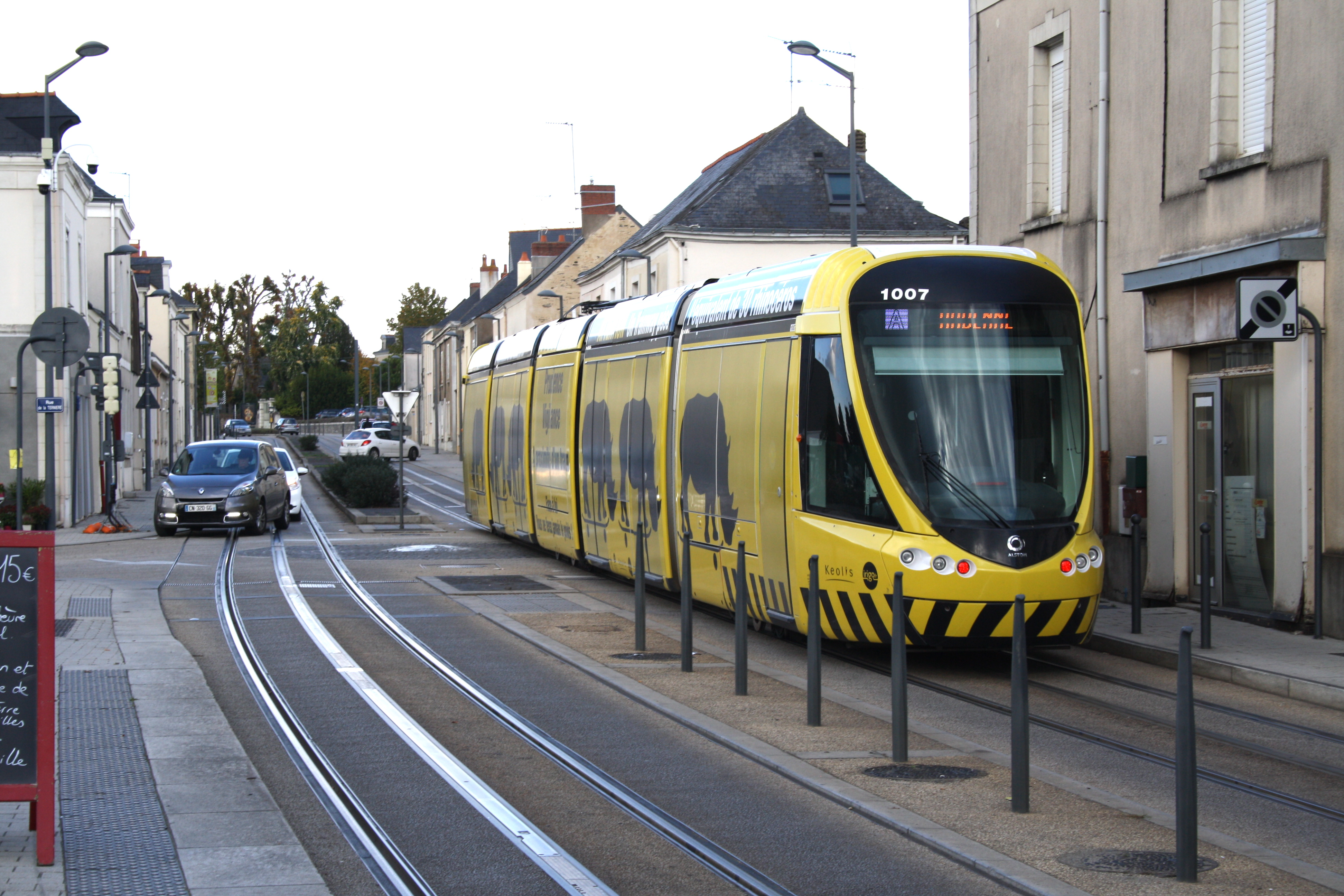
Mit Vollwerbung versehener Wagen 1007 im Stromschienenbetrieb in Avrillé

Am 10. Juli 2006 entschied die Stadtverwaltung bei Alstom 17 Niederflurwagen des Typs Citadis 302 zu bestellen. Eine Bahn ist 32,4 m lang, 2,4 m breit und 3,5 m hoch. In einem Fahrzeug finden 203 Passagiere Platz, davon 56 auf Sitzplätzen. Die Fahrzeuge sind, zusätzlich zum Stromabnehmer, mit der APS-Stromversorgung ausgestattet. Die Durchschnittsgeschwindigkeit beträgt 20 km/h, die Höchstgeschwindigkeit 70 km/h. Die Lackierung der Fahrzeuge basiert auf den Regenbogenfarben.
Um den Mehrbedarf nach der Eröffnung der Linien B und C zu decken, bestellte Angers Loire Métropole bei Alstom 20 Fahrzeuge des Typs Citadis 305. Sie sind mit den vorhandenen Citadis 302 kompatibel und wie ihre Vorgänger im Regenbogen-Muster („Arc-en-Ciel“) lackiert. Der erste 305 wurde im März 2022 ausgeliefert, seit dem Sommer 2022 werden vier 305 auf der Linie A eingesetzt.

## Betriebshof
Der Betriebshof befindet sich zwischen den Stationen Terra Botanica und Verneau. Die Ein- und Ausfahrt ist von beiden Seiten der Strecke angebunden. Es stehen fünf Werkstattgleise zur Verfügung; die Abstellanlage hat vier Gleise. Auf dem sechs Hektar großen Gelände werden auch die Busse abgestellt und unterhalten. Im Betriebshof, der 22 Millionen Euro gekostet hat, befindet sich auch die Betriebsleitzentrale.